# Linas Balsys
Linas Balsys (31 de enero de 1976) es un deportista lituano que compitió en atletismo adaptado. Ganó una medalla de bronce en los Juegos Paralímpicos de Atenas 2004 en la prueba de maratón (clase T13).

## Palmarés internacional
| Juegos Paralímpicos | Juegos Paralímpicos | Juegos Paralímpicos | Juegos Paralímpicos |
| Año                 | Lugar               | Medalla             | Prueba              |
| ------------------- | ------------------- | ------------------- | ------------------- |
| 2004                | Atenas (Grecia)     | Medalla de bronce   | Maratón T13         |